# NSB Neue Schweizer Bücherwelt
Die NSB Neue Schweizer Bücherwelt ist ein Medienunternehmen in der Schweiz. NSD ist eine Buchgemeinschaft und bietet als Versandhaus Bücher, Musik-CDs und DVDs an.

## Geschichte
Die NSB wurde 1907 unter dem Namen Schweizer Druck- und Verlagshaus als genossenschaftlich-organisierter Verlag in Zürich gegründet. Gründungsverleger war Hugo Richter. Er erwarb den insolventen Caesar-Schmidt-Verlag und damit Lizenzen und Rechte für die Genossenschaftsmitglieder. Mit Buchtiteln wurde ein Buchprogramm für die Genossenschaftsmitglieder aufgebaut.
1909 trat Gottlieb Meyer in das Unternehmen ein. Der Druckereibesitzer aus Zürich gab unter anderen „Meyers Schweizer Frauen- und Modeblatt“ heraus. 1924 wurde Gottlieb Meyer Präsent der Genossenschaft. Meyer kaufte weitere Anteilsscheine auf und besaß 1930 besaß alle Anteilsscheine und wandelte den Betrieb in ein Familienunternehmen und schließlich 1964 in eine Aktiengesellschaft AG um.
Mit der alleinigen Inhaberschaft, stellte sich der wirtschaftliche Erfolg ein. Wesentlich dazu beigetragen hat die 1934 erstmals veröffentlichte Buchreihe „Neue Schweizer Bibliothek“. In der Reihe wurden ausschließlich Schweizer publiziert. Bis 1950 erschienen 96 Bände, und zwar Romane, Jugendbücher und Sachbüchern, die im Abonnement angeboten wurden.  Zu den Autoren der Reihe gehörten u. a. Francesco Chiesa, Meinrad Inglin, Mary Lavater-Sloman oder Hugo Marti. Neben Büchern wurden auch Zeitschriften in der NSB herausgebracht. So wurde ab 1941 die landwirtschaftliche Zeitschrift „Die Grüne“ veröffentlicht.
Aufgrund rückläufiger Abonnementzahlen wurde die NSB 1950 in eine Buchgemeinschaft umgewandelt. Zusätzlich wurden Filialen, genannt „NSB-Bücher-Studios“, zur Betreuung der Mitglieder gegründet. Die ersten Filialen wurden in Zürich, Bern und Basel eröffnet, später folgte St. Gallen und Rapperswil (SG). 1957 veröffentlichte der Verlag 19 Neuerscheinungen und beschäftigte 65 Angestellte.
1997 wurde die NSB mit ihren insgesamt 150.000 Abonnenten an die Bertelsmann AG in Gütersloh, Deutschland, verkauft. Dieser gliederte die NSB in den Club Bertelsmann ein, später in die DirectGroup Bertelsmann und betrieb das Unternehmen als eigenständige Einheit weiter. Bei der NSB waren weiterhin rund 60 Personen beschäftigt.
2015 verkaufte die Bertelsmann AG die NSB an die AC Distribution & Marketing GmbH, besser bekannt unter ihrer Marke Shop24Direct, die seither die NSB besitzt und weiterführt.